# Cyclopoida
Cyclopoida, oczlikowce – rząd widłonogów składający się z około 100 rodzin. Występują tu widłonogi prezentujące szeroki zakres sposobów życia, od form planktonowych po pasożytnictwo.

## Budowa
Cechami charakterystycznymi tego rzędu jest ciało przynajmniej częściowo segmentowane. Przednia część wydłużonego ciała jest rozszerzona. Głowa zrośnięta jest z pierwszym segmentem tułowia, co tworzy głowotułów. Pozostałe cztery segmenty tułowia (metasomity) są wyraźnie wyodrębnione, czasem ze skrzydlastymi wyrostkami na brzegach. Odwłok tworzy pięć segmentów (urosomitów), z których pierwsze dwa u samic są zrośnięte w segment genitalny, a ostatni zakończony jest furką, czyli widełkami. Widełki zakończone są długimi szczecinkami. Jaja składane rzadko do środowiska. Najczęściej zbierane w workach jajowych które są przyczepione po bokach płciowego segmentu odwłoka.
Ciało oczlików ma 12 par przydatków:
- czułki 1 pary (antennulae) – jednogałęziste, u samców przekształcone w organ chwytny używany przy kopulacji, u samic zbudowane z 6–18 członów, zwykle ze szczecinkami, czasem zakończone wyrostkami czuciowymi, w odróżnieniu od Calanoida, krótsze od tułowia;
- czułki 2 pary (antennae) – jednogałęziste, najczęściej czteroczłonowe, krótkie i z nielicznymi szczecinkami;
- aparat gębowy
  - warga górna (labrum)
  - szczęki górne (mandibulae)
  - dwie par szczęk dolnych (maxillulae, maxilla)
  - warga dolna (labium)
  - odnóża szczękowe (maxillipedes)
- 5 par odnóży tułowiowych
  - odnóża pływne, przy czym pierwsza występuje na głowotułowiu, trzy kolejne na tułowiu – zbudowane z członów podstawowych (koksopodit, basipodit), dwu- lub trójczłonowej gałęzi zewnętrznej (egzopodit), dwu- lub trójczłonowej gałęzi wewnętrznej (endopodit) i płytkowatej membrany łączącej gałęzie;
  - zredukowane (czasem do postaci jednoczłonowej nieodstającej od tułowia płytki) odnóża 5 pary – jedno- dwu- lub wyjątkowo trójczłonowe
- zredukowane odnóża 6 pary na segmencie genitalnym odwłoka – zbudowane z jednej płytki z kolcem i dwiema szczecinkami.

## Rozwój
Z zapłodnionych jaj wykluwa się pływik (nauplius) przechodzący 5 stadiów rozwoju (N I–N V). Szóstym stadium jest metanauplius (N VI), po czym następuje pięć stadiów kopepodita (C I–C V). Ostatnim stadium jest postać dorosła (C VI). Pływiki są niesegmentowane, mają jajowaty lub owalny kształt. Mają oko i trzy pary odnóży. Podobne do pływików Calanoida, ale w odróżnieniu od nich mają człony pierwszych odnóży jednakowej szerokości i równy koniec ciała. Kopepodity przypominają formy dorosłe, przy czym nawet samice (płeć można rozpoznać morfologicznie od stadium C III) mają pięć wyraźnych segmentów odwłoka. Długość rozwoju zależy od warunków środowiskowych, zwłaszcza temperatury (w ciepłych warunkach może to być 11 dni od jaja do dorosłości, podczas gdy w chłodniejszych dłużej, a przy krótkim okresie wegetacyjnym w warunkach subarktycznych kilkanaście miesięcy, czasem z fazą diapauzy).

## Ekologia
Wszystkożerne, choć niektóre preferują mięsożerność, będąc drapieżnikami wobec innych bezkręgowców wodnych, a czasem także larw ryb. Czasem występuje kanibalizm, zwłaszcza wobec form młodocianych, a także pożeranie samców przez samice po kopulacji. Powszechna jest też detrytusożerność i odżywianie się glonami planktonowymi lub peryfitonowymi. Drapieżnictwo występuje u starszych kopepoditów i form dorosłych, podczas gdy pływiki są filtratorami. Zwykle wykonują dobowe migracje pionowe.

### Występowanie
Występują w różnych środowiskach wodnych. Preferują wody stojące różnych typów, przy czym w ciekach mało jest gatunków planktonowych, za to mogą pojawiać się gatunki limnoplanktoniczne wypłukane z jezior lub tychoplanktoniczne osobniki pochodzące z bentosu. W zbiornikach występują w pelagialu (do głębokości 200 m), litoralu, wśród makrofitów, w osadach dennych, w matach glonowych, w psammalu, w podmokłej warstwie mszystej torfowisk, ściółce, kałużach, wypełnionych wodą zagłębieniach liści lub dziuplach. Unikają wód o pH poniżej 5.

## Systematyka i gatunki występujące w Polsce
Gatunki występujące w wodach powierzchniowych w Polsce:
Typ: Arthropoda

Podtyp: Crustacea Lamarck, 1801

Gromada: Maxillopoda Dahl, 1956

Podgromada: Copepoda Milne-Edwards, 1840

Infragromada: Neocopepoda Huys i Boxshall, 1991

Nadrząd Podoplea Giesbrecht, 1882

Rząd Cyclopoida Burmeister, 1835
- rodzina Cyclopidae Dana, 1853
  - podrodzina Cyclopinae Dana, 1853
    - rodzaj Acanthocyclops Kiefer, 1927
      - gatunek Acanthocyclops einslei Mirabdullayev i Defaye, 2004
      - gatunek Acanthocyclops kieferi (Chappuis, 1925)*
      - gatunek Acanthocyclops rhenanus Kiefer, 1936
      - gatunek Acanthocyclops robustus (G.O. Sars, 1863)
      - gatunek Acanthocyclops sensitivus (Graeter i Chappuis, 1914)*
      - gatunek Acanthocyclops trajani Mirabdullayev i Defaye, 2002*
      - gatunek Acanthocyclops venustus (Norman i Scott, 1906)*
      - gatunek Acanthocyclops vernalis (Fischer, 1853)

    - rodzaj Cryptocyclops G.O. Sars, 1927
      - gatunek Cryptocyclops bicolor (G.O. Sars, 1863)

    - rodzaj Cyclops O.F. Müller, 1776 – oczlik
      - gatunek Cyclops abyssorum G.O. Sars, 1863
      - gatunek Cyclops bohater Koźmiński, 1933
      - gatunek Cyclops furcifer Claus, 1857
      - gatunek Cyclops heberti Einsle, 1996
      - gatunek Cyclops insignis Claus, 1857
      - gatunek Cyclops kikuchii Smirnov, 1932
      - gatunek Cyclops kolensis Liljjeborg, 1901
      - gatunek Cyclops lacustris G.O. Sars, 1863
      - gatunek Cyclops scutifer G.O. Sars, 1863
      - gatunek Cyclops strenuus Fischer, 1851
      - gatunek Cyclops tatricus Koźmiński, 1927
      - gatunek Cyclops vicinus Uljanin, 1875

    - rodzaj Diacyclops Kiefer, 1927
      - gatunek Diacyclops abyssicola (Lilljeborg, 1901)*
      - gatunek Diacyclops bicuspidatus (Claus, 1857)
      - gatunek Diacyclops bisetosus (Rehberg, 1880)
      - gatunek Diacyclops crassicaudis (G.O. Sars, 1863)
      - gatunek Diacyclops languidoides (Lilljeborg, 1901)
        - podgatunek Acanthocyclops longuidoides var. clandestinum = Diacyclops languidoides[4]

      - gatunek Diacyclops languidus (G.O. Sars, 1863)
      - gatunek Diacyclops nanus (G.O. Sars, 1863)

    - rodzaj Graeteriella Brehm, 1926
      - gatunek Graeteriella unisetigera (Graeter, 1908)

    - rodzaj Halicyclops Norman, 1903
      - gatunek Halicyclops magniceps (Lilljeborg, 1853)
      - gatunek Halicyclops neglectus Kiefer, 1935

    - rodzaj Megacyclops Kiefer, 1927
      - gatunek Megacyclops gigas (Claus, 1857)
      - gatunek Megacyclops latipes (Lowndes, 1927)
      - gatunek Megacyclops viridis (Jurine, 1820)

    - rodzaj Mesocyclops G.O. Sars, 1914
      - gatunek Mesocyclops bodanicola Kiefer, 1929
      - gatunek Mesocyclops leuckarti (Claus, 1857)

    - rodzaj Metacyclops Kiefer, 1927
      - gatunek Metacyclops gracilis (Lilljeborg, 1853)
      - gatunek Metacyclops minutus (Claus, 1863)
      - gatunek Metacyclops planus (Gurney, 1909)*

    - rodzaj Microcyclops Claus, 1893
      - gatunek Microcyclops rubellus  (Lilljeborg, 1901)*
      - gatunek Microcyclops varicans (G.O. Sars, 1863)

    - rodzaj Thermocyclops Kiefer, 1927
      - gatunek Thermocyclops crassus (Fischer, 1853)
      - gatunek Thermocyclops dybowskii (Landé, 1890)
      - gatunek Thermocyclops oithonoides (G.O. Sars, 1863)

  - podrodzina Eucyclopinae Kiefer, 1927
    - rodzaj Ectocyclops Brady, 1904
      - gatunek Ectocyclops phaleratus (Koch, 1838)

    - rodzaj Eucyclops Claus, 1893
      - gatunek Eucyclops denticulatus  (Graeter, 1903)
      - gatunek Eucyclops macruroides (Lilljeborg, 1901)
      - gatunek Eucyclops macrurus (G.O. Sars, 1863)
      - gatunek Eucyclops serrulatus (Fischer, 1851)
      - gatunek Eucyclops speratus (Lilljeborg, 1901)

    - rodzaj Macrocyclops Claus, 1893
      - gatunek Macrocyclops albidus (Jurine, 1820)
      - gatunek Macrocyclops distinctus (Richard, 1887)
      - gatunek Macrocyclops fuscus (Jurine, 1820)

    - rodzaj Paracyclops Claus, 1893
      - gatunek Paracyclops affinis (G.O. Sars, 1863)
      - gatunek Paracyclops chiltoni (Thomson, 1882)*
      - gatunek Paracyclops fimbriatus (Fischer, 1853)
      - gatunek Paracyclops imminutus (Kiefer, 1929)*
      - gatunek Paracyclops poppei (Rehberg, 1880)

    - rodzaj Tropocyclops Kiefer, 1927
      - gatunek Tropocyclops prasinus (Fischer, 1860)

(* Gatunki występujące w krajach sąsiadujących z Polską i ich występowanie w Polsce jest wysoce prawdopodobne.)